# ندا فاضلي
ندا فاضلي (12 أكتوبر 1938 - 8 فبراير 2016) هو شاعر وكاتب هندي.

## روابط خارجية
- ندا فاضلي على موقع IMDb (الإنجليزية)
- ندا فاضلي على موقع ميوزك برينز (الإنجليزية)
- ندا فاضلي على موقع قاعدة بيانات الفيلم (الإنجليزية)